# Aphareus
Genre
Aphareus est un genre de poissons perciformes de la famille des Lutjanidae.

## Liste des espèces
Selon FishBase (28 novembre 2017) :
- Aphareus furca (Lacepède, 1801)
- Aphareus rutilans Cuvier in Cuvier et Valenciennes, 1830

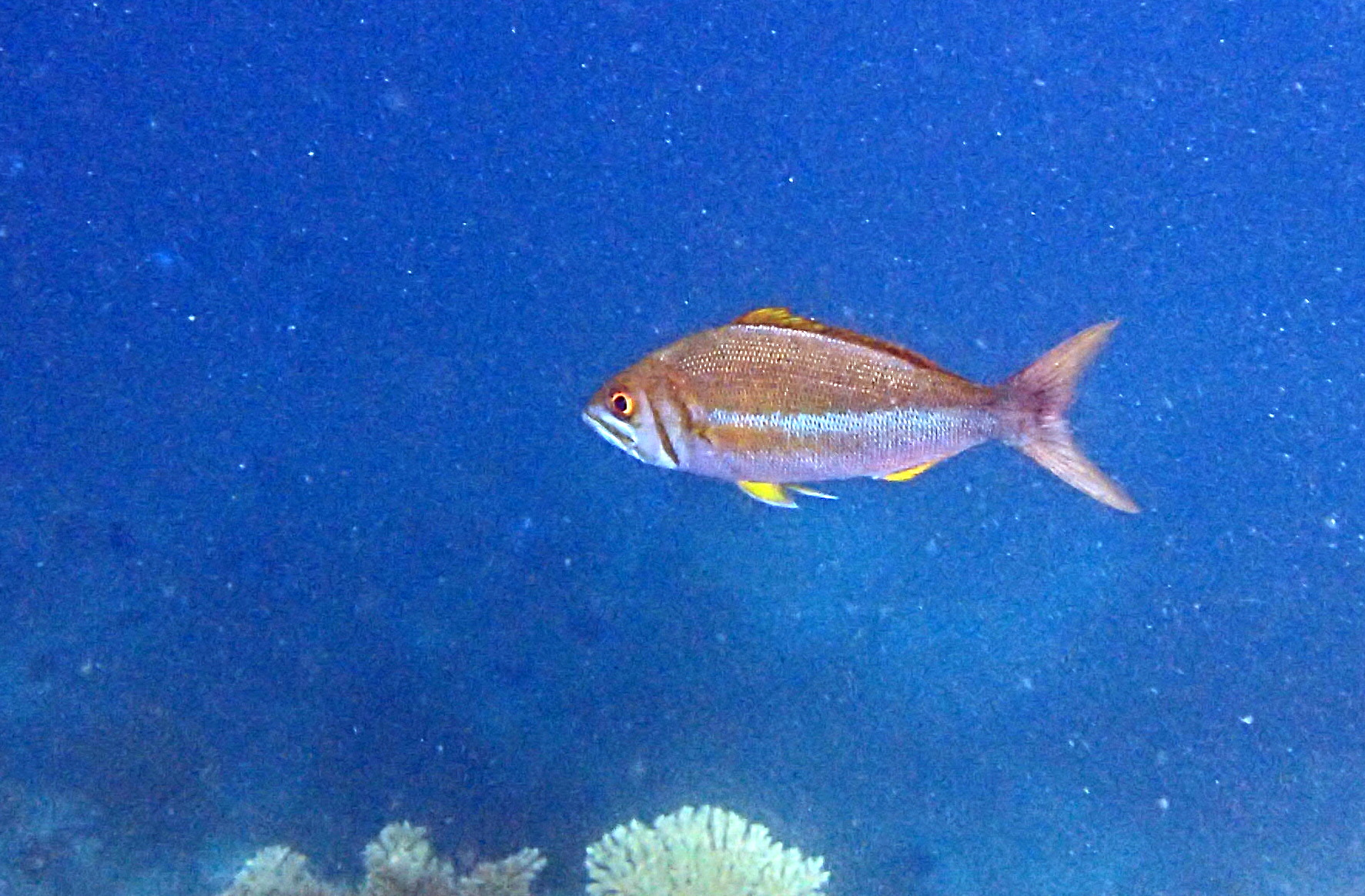
Aphareus furca
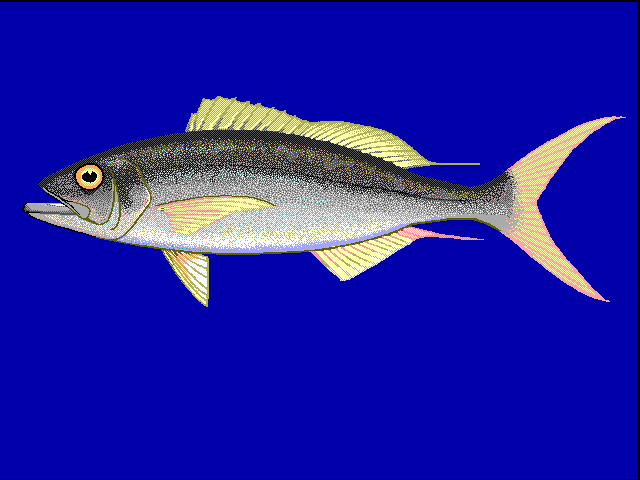
Aphareus rutilans